# Waste Land (2014)
Waste Land is een Belgische film uit 2014 onder regie van Pieter Van Hees. De film ging in première op 6 september op het Internationaal filmfestival van Toronto en maakte deel uit van de competitie op het Film Fest Gent 2014. De film is het derde onderdeel van de trilogie Anatomie van Liefde en Pijn na Linkeroever en Dirty Mind.

## Verhaal
De labiele politierechercheur Leo Woeste (Renier) krijgt het emotioneel moeilijk wanneer hij te horen krijgt dat zijn vriendin Kathleen (Broods) zwanger is. Temeer omdat hij op dat moment betrokken is in een bizar moordonderzoek. Hoe dieper hij in de wereld van drugs, illegale bokswedstrijden en andere misdadige praktijken terechtkomt, hoe verder hij van zijn vriendin verwijderd geraakt.

## Rolverdeling
| Acteur              | Personage      |
| ------------------- | -------------- |
| Jérémie Renier      | Leo Woeste     |
| Natali Broods       | Kathleen       |
| Peter Van den Begin | Johnny Rimbaud |
| Babetida Sadjo      | Aysha          |
| Peter Van den Eede  | Jean Perdieus  |
| François Beukelaers | Jozef Woeste   |
| Mourade Zeguendi    | Fouad          |

## Prijzen en nominaties
- 2014 - Nominatie voor de Grote prijs op het Internationaal Filmfestival van Gent
- 2014 - Winnaar van de Cineuropa Prijs op het filmfestival van Les Arcs[2]